# 1942-es magyar atlétikai bajnokság
Az 1942-es magyar atlétikai bajnokság a 47. magyar bajnokság volt.

## Eredmények

### Férfiak
| Versenyszám            | Arany                                                                                                | Arany     | Ezüst                                                                | Ezüst     | Bronz                                                                        | Bronz     |
| ---------------------- | --- | --------- | -------------------------------------------------------------------- | --------- | ---------------------------------------------------------------------------- | --------- |
| 100 m                  | Tima Ferenc Kolozsvári Egyetemi AC                                                                   | 10,9      | Szigetvári Ferenc BBTE                                               | 10,9      | Gyenes Gyula MAC                                                             | 11,0      |
| 200 m                  | Gyenes Gyula MAC                                                                                     | 22,4      | Szigetvári Ferenc BBTE                                               | 22,5      | Pelsőczy Pál MAC                                                             | 22,5      |
| 400 m                  | Polgár Jenő BBTE                                                                                     | 49,7      | Marosi László Testvériség                                            | 49,7      | Görkói János BBTE                                                            | 50,0      |
| 800 m                  | Marosi László Testvériség                                                                            | 1:55,2    | Híres László Újpesti TE                                              | 1:55,5    | Harsányi Gusztáv BBTE                                                        | 1:55,8    |
| 1500 m                 | Harsányi Gusztáv BBTE                                                                                | 3:55,2    | Híres László Újpesti TE                                              | 3:56,2    | Szabó Miklós MAC                                                             | 3:56,6    |
| 5000 m                 | Szilágyi Jenő BBTE                                                                                   | 14:48,8   | Németh Béla MAC                                                      | 14:49,0   | Pataki András Rákosszentmihályi MOVE                                         | 15:01,4   |
| 10 000 m               | Szilágyi Jenő BBTE                                                                                   | 31:14,8   | Németh Béla MAC                                                      | 31:15,0   | Kelen János BBTE                                                             | 31:27,0   |
| 110 m gát              | Hidas Ödön BBTE                                                                                      | 14,8      | Kiss József Törekvés                                                 | 15,0      | Szabó Endre MAC                                                              | 15,3      |
| 400 m gát              | Kiss József Törekvés                                                                                 | 54,4      | Pálfy Tihamér Ferencvárosi TC                                        | 55,9      | Nádasdi Pál Diósgyőri MÁVAG                                                  | 56,4      |
| 3000 m akadály         | Farkas Béla Testvériség                                                                              | 9:31,0    | Bíró János Pécsi AC                                                  | 9:36,0    | Szabó Miklós MAC                                                             | 9:43,8    |
| 10 km gyaloglás        | Selmeczi József Ferencvárosi TC                                                                      | 47:01,0   | Hunyadváry Rezső Corvin Áruház SE                                    | 48:35,0   | Mauréry Tibor Weiss Manfréd TK                                               | 52:36,0   |
| magasugrás             | Tordai Gyula Ferencvárosi TC                                                                         | 178 cm    | Homonnay Tamás MAC                                                   | 178 cm    | Gáspár József MÁVAG                                                          | 178 cm    |
| távolugrás             | Vermes Vilmos BBTE                                                                                   | 737 cm    | Levente István Pécsi EAC                                             | 702 cm    | Gyuricza István MAC                                                          | 698 cm    |
| hármasugrás            | Dusnoki Géza MAC                                                                                     | 14,25 m   | Somló Lajos MAC                                                      | 14,04 m   | Vermes Frigyes BBTE                                                          | 13,91 m   |
| rúdugrás               | Zsuffka Viktor MAC                                                                                   | 390 cm    | Kovács István MAC                                                    | 390 cm    | Homonnay Tamás MAC                                                           | 380 cm    |
| súlylökés              | Németh Ernő BSZKRT                                                                                   | 14,20 m   | Deák Ferenc MAC                                                      | 14,09 m   | Csapó István Ludovika Akadémia                                               | 13,82 m   |
| diszkoszvetés          | Horváth Vilmos Diósgyőri MÁVAG                                                                       | 47,01 m   | Kalitzy Jenő BBTE                                                    | 44,70 m   | Józsa Dezső Pécsi EAC                                                        | 44,21 m   |
| gerelyhajítás          | Várszegi József MAC                                                                                  | 67,49 m   | Csányi Sándor BEAC                                                   | 60,95 m   | Szathmári Aba BEAC                                                           | 60,85 m   |
| kalapácsvetés          | Németh Imre MAC                                                                                      | 52,53 m   | Bíró György Kecskeméti AC                                            | 46,80 m   | Rácz Béla MAC                                                                | 43,42 m   |
| tízpróba               | Kovács Ferenc Törekvés                                                                               | 6119 pont | Csányi Sándor BEAC                                                   | 5832 pont | Mikics János Szabadkai Egyetértés AK                                         | 5666 pont |
| maraton                | Kiss József Újpesti TE                                                                               | 3:02:27   | Gáli Lajos Kolozsvári AC                                             | 3:06,25   | Liptay Sándor MÁVAG                                                          | 3:07,54   |
| mezei futás            | Kelen János BBTE                                                                                     | 31:09,6   | Szilágyi Jenő BBTE                                                   | 31:58,0   | Németh Béla MAC                                                              | 32:07,0   |
| kis mezei futás (4 km) | Kiss György Kolozsvári AC                                                                            | 12:20,0   | Híres László Újpesti TE                                              | 12:24,6   | Harsányi Gusztáv BBTE                                                        | 12:27,4   |
| 4 × 100 m              | BBTE Szigetvári Ferenc Vermes Vilmos Polgár Jenő Görkói János                                        | 42,6      | Diósgyőri MÁVAG Bakky Nádasdi Szaladós Solymosi Egon                 | 43,6      | BBTE Hidas Ödön Ember László Kovács Sír II.                                  | 44,4      |
| 4 × 200 m              | BBTE Hidas Ödön Polgár Jenő Görkói János Szigetvári Ferenc                                           | 1:28,8    | MAC Gulyás Marjai Tamás Pelsőczy Pál Gyenes Gyula                    | 1:29,5    | Diósgyőri MÁVAG Bakky Cecze Szaladós Solymosi Egon                           | 1:31,6    |
| 4 × 400 m              | BBTE Polgár Jenő Görkói János Hidas Ödön Harsányi Gusztáv                                            | 3:23,0    | Testvériség Lugosi Sándor Ónodi László Szeben Péter Marosi László    | 3:25,2    | Diósgyőri MÁVAG Bakky Baranyai János Nádasdi Pál Solymosi Egon               | 3:26,2    |
| 4 × 800 m              | Testvériség SE Kárpáti Béla Nagy István Szeben Péter Marosi László                                   | 8:04,8    | MAC Ráthonyi Sándor Gombos Gerzson Gyergyói Istenes Gusztáv          | 8:07,0    | BBTE Harsányi Gusztáv Filó Lajos Szörényi Ferenc Várszegi                    | 8:19,2    |
| 4 × 1500 m             | BBTE Harsányi Gusztáv Lendvai Pál Szilágyi Jenő Kelen János                                          | 16:37,4   | MAC Istenes Gusztáv Izsóf Szabó Miklós Iglói Mihály                  | 16:37,8   | MAC Ráthonyi Sándor Gyergyói Dvorniczky László Németh                        | 17:02,0   |
| 5000 m csapat          | BBTE Szilágyi Jenő Kelen János Harsányi Gusztáv Hagymási József Lendvai Pál                          | 30 pont   | MAC Szabó Miklós Németh Béla Csaplár András Izsóf Lajos Iglói Mihály | 34 pont   | Testvériség Farkas Béla Hamvas Killmann Rezső Istókovics József Molnár Lajos | 70 pont   |
| magasugrás csapat      | MAFC Bérdi Elemér Madas László Tőkés Ottó Dobai Géza Emri Gyula                                      | 170,8 cm  | Ludovika Akadémia Szombathy István Mányai Kertész Pattantyús Kováts  | 169 cm    | BBTE Somogyi Vermes Hidas Ödön Tabáni Zajki                                  | 168 cm    |
| távolugrás csapat      | MAC Horváth Sándor Dusnoki Géza Somló Lajos Gyuricza István Balogh Lajos                             | 629 cm    | BBTE Vermes Vilmos Zajki Tibor Somogyi László Hidas Szigetvári       | 626 cm    | Diósgyőri MÁVAG Bakky Horváth Vilmos Nádasdi Pál Szaladós Máté               | 609 cm    |
| rúdugrás csapat        | Testnevelési Főiskola Szinyéri György Nyiri János Jákó Gáspár Nemesdaroczy István Vogel Károly       | 328 cm    | MAC Kováts István Homonnay Tamás Karlovits János Iván Horváth        | 322 cm    | Testnevelési Főiskola Raffai Károly Kirhoffer Balogh Kohonitz Porcsalmi      | 286 cm    |
| súlylökés csapat       | Ludovika Akadémia Csapó István Garamvölgyi Tivadar Szentgyörgy György Porpáczy Zoltán Bujdosó Attila | 12,34 m   | MAC Darányi József Török Németh Imre Jász Magassy                    | 12,22 m   | Diósgyőri MÁVAG Rákhely Gyula Horváth Vilmos Bercsényi Káposztás Verbőczi    | 12,15 m   |
| diszkoszvetés csapat   | BBTE Kulitzy Jenő Tóth József Vermes Vilmos Kiss János Nagy István                                   | 37,85 m   | MAC Németh Imre Darányi József Török Csányi Rácz                     | 37,54 m   | Diósgyőri MÁVAG Horváth Vilmos Runna Faragó Tóth Cossutha Dénes              | 33,58 m   |
| csapat gerelyhajítás   | BEAC Szathmári Aba Csányi Sándor Bácsalmási Péter Farkas Pál Pollák Béla                             | 51,24 m   | MAC Várszegi József Medgyessy Zoltán Horváth Asbóth Homonnay         | 51,18 m   | Testnevelési Főiskola Jakab Koltai Jenő Jakó Gáspár Bánky Kelemen            | 49,70 m   |
| kalapácsvetéscsapat    | MAC Németh Imre Rácz Béla Gáspár Elemér Kerkovits Antal Balogh Lajos                                 | 42,50 m   | Testvériség Remete Dezső Kósa István Babochay Edömér Ervin Gajdács   | 34,03 m   | Győri ETO Rózsás Pázmándi Schott Lőrincz Kovács                              | 23,65 m   |
| mezei futás csapat     | BBTE Kelen János Szilágyi Jenő Hagymási József Gyimesi József Sajtos Ferenc                          | 27 pont   | MAC Németh Béla Csaplár András Iglói Mihály Szabó Miklós Bánkuti     | 36 pont   | Testvériség Farkas Béla Molnár Lajos Sárvári Hamvas Killmann Rezső           | 82 pont   |
| kis mezei futás csapat | Újpesti TE Híres László Sárvári Rezső Szigetvári István Szigetvári János Zsiga József                | 42 pont   | MAC Dvoniczky Orbán Ráthonyi Sándor Izsóf Dudás                      | 55 pont   | Testvériség Istókovics József Kósa Sándor Szeben Péter Rohonczi Kárpáti Béla | 81 pont   |

### Nők
| Versenyszám   | Arany                                                                  | Arany   | Ezüst                                                             | Ezüst   | Bronz                                                             | Bronz   |
| ------------- | ---------------------------------------------------------------------- | ------- | ----------------------------------------------------------------- | ------- | ----------------------------------------------------------------- | ------- |
| 100 m         | Nagy Rózsi Csokor Habselyem                                            | 12,8    | Tolnai Ilona Csokor Habselyem                                     | 12,8    | Sziklai Paula Csokor WSC                                          | 13,1    |
| 200 m         | Nagy Rózsi Csokor Habselyem                                            | 23,8    | Sziklai Paula Csokor WSC                                          | 27,1    | Fekete Ilona Csokor Habselyem                                     | 27,1    |
| 80 m gát      | Ipolyi-Keller Mária NTE                                                | 12,7    | Rohrmann Mária Testnevelési Főiskola                              | 12,8    | Zelei Margit Testnevelési Főiskola                                | 13,3    |
| magasugrás    | Gyarmati Olga Debreceni TE                                             | 145 cm  | Rohrmann Mária Testnevelési Főiskola                              | 145 cm  | Oláh Irma Nagyváradi Esta Sun                                     | 145 cm  |
| távolugrás    | Fekete Ilona Csokor Habselyem                                          | 523 cm  | Tolnai Ilona Csokor Habselyem                                     | 518 cm  | Gyarmati Olga Debreceni TE                                        | 510 cm  |
| súlylökés     | Szepesvári Tessza Pécsi EAC                                            | 11,82 m | Regdánszky Matild BBTE                                            | 11,36 m | Rébi Margit Csokor NaMI                                           | 11,09 m |
| diszkoszvetés | Szepesvári Tessza Pécsi EAC                                            | 35,60 m | Börcsök Mária Testnevelési Főiskola                               | 34,73 m | Horváth Aranka NTE                                                | 33,62 m |
| gerelyhajítás | Regdánszky Matild BBTE                                                 | 36,55 m | Szalay Mária Testnevelési Főiskola                                | 31,25 m | Medrea Ilona Testnevelési Főiskola                                | 30,85 m |
| 4 × 100 m     | Magyar Dolgozók TCs Sziklay Paula Fekete Ilona Tolnai Ilona Nagy Rózsi | 51,9    | NTE Pálfi Izabella Babai Margit Lőrinczi Anna Ipolyi-Keller Mária | 53,2    | Testnevelési Főiskola Kiss Mária Zelei Margit Tóth Rohrmann Mária | 54,5    |

### Magyar atlétikai csúcsok
- n. 60 m 7.9 ocs. Nagy Rózsi Cs.Habselyem Budapest 10. 5.
- n. 100 m 12,8 ocs. Nagy Rózsi Cs.Habselyem Budapest 10. 10.
- n. 200 m 26,2 ocs. Nagy Rózsi Cs.Habselyem Budapest 9. 5.
- n. 800 m 2:32,8 ocs. Nagy Rózsi Cs.Habselyem Budapest 10.25.
- 10 000 m 30:04,9 ocs. Szilágyi Jenő BBTE Budapest 10. 14.
- 15 000 m 47:16,0 ocs. Szilágyi Jenő BBTE Budapest 10. 23.
- 110 m gát 14,8 ocs. Hidas Ödön BBTE Budapest 8. 22.
- 3 km gyaloglás 12:30,8 ocs. Selmeczi József FTC Budapest 9. 24.
- 1 órás gyaloglás 13,120 km ocs. Selmeczi József FTC Budapest 9. 20.
- n. távolugrás 554 cm ocs. Tolnai Ilona Cs.Habselyem Budapest 7. 12.
- n. súlylökés 12,19 m ocs. Szepesvári Tessza PEAC Budapest 9. 15.
- n. diszkoszvetés 37,20 m ocs. Szepesvári Tessza PEAC Budapest 7. 19.
- n. gerelyhajítás 38,11 m ocs. Regdánszky Matild BBTE Budapest 7. 19.
- n. 4x200 m 1:50,7 ocs. Csokor Habselyem női váltó (Tolnai Ilona, Fekete Ilona, Sziklai Paula, Nagy Rózsi) Budapest 10. 18.